# Кабрера, Анхель Рубен
А́нхель Рубе́н Кабре́ра (исп. Ángel Rubén Cabrera; 9 октября 1939, Мерседес — 15 ноября 2010, Мерседес) — уругвайский футболист, правый нападающий, игрок сборной Уругвая, за которую провёл шесть матчей и забил два гола.

## Биография
Кабрера первую половину карьеры провёл в «Пеньяроле». Стал лучшим бомбардиром чемпионата Уругвая 1960 года с 14 мячами. В 1961 году забил столько же, но его результат превзошёл Альберто Спенсер с 18 голами.
В 1960 году был в заявке клуба в первом розыгрыше Кубка Либертадорес, но на поле не появлялся. В 1961 году уже играл за «ауринегрос» в следующем розыгрыше главного континентального турнира Южной Америки. Провёл в турнире четыре матча, но в двух финальных играх против «Палмейраса» не играл.
Анхель Рубен — участник чемпионата мира 1962 года, где провёл два матча. Забил один гол в ворота сборной Югославии, а также сыграл против сборной СССР.

## Титулы и достижения
Командные
- Чемпион Уругвая (5): 1960, 1961, 1962, 1964, 1965
- Обладатель Кубка Либертадорес: 1960 (не играл), 1961
- Обладатель Межконтинентального Кубка: 1961

Личные
- Лучший бомбардир чемпионата Уругвая (1): 1960 (14 мячей)